# Arai Kiyoko
Haku Kiyoko (朴 清子 (Phác Thanh Tử) sinh 1 tháng 6), được biết với bút danh Arai Kiyoko (あらい きよこ), là tác giả manga người Nhật. Cô lần đầu xuất hiện trong lĩnh vực manga vào tháng 1 năm 1984 trên tạp chí Ciao với câu chuyện Chotto dake Biyaku. Arai sau này vẫn tiếp tục đóng góp nhiều chuyện cho Ciao, cả tạp chí ChuChu và Cheese!.

## Công việc
- Alice ni Omakase!
- Angel Lip
- Natural Angel (phần tiếp theo của of Angel Lip)
- Ask Dr. Rin! (Dr. Lin ni Kiitemite!) (manga theo chủ đề phong thủy)
- Beauty Pop
- Curry Club ni Ai ni Kite
- Genki de Fight!!
- Kamisama O•Ne•Ga•I
- Kokuhaku Hiyori
- Magical Idol Pastel Yumi
- Magical Star Magical Emi
- Yomogi Mochi Yake Ta?
- Runway wo Produce!!
- Mito No Otsubone
- Runway Wars![2]